# 尼加拉瓜国徽
尼加拉瓜國徽為圓形。中間為等邊三角形，自上而下繪有彩虹、自由之帽、五座火山和海洋。最外面以金色字書有「中美洲尼加拉瓜共和國」的字樣，說明了尼國曾經是中美洲聯邦共和國的成員。